# Carlo Bazzi
Carlo Bazzi (Turín, 6 de julio de 1875-Milán 7 de mayo de 1947) fue un artista italiano, pintor sobre vidrio y cofundador de una fábrica de vidrieras.

## Biografía
Bazzi estudió en la Academia de Bellas Artes de Brera con Giuseppe Bertini y Vespasiano Bignami. Se dedicó primero a la pintura de paisajes de montaña y a las marinas, y luego se especializó en la pintura sobre vidrio y fundó en 1906, junto con Salvatore Corvaya, la «Vetreria Corvaya e Bazzi».Algunas obras de Bazzi se podían encontrar en la colección de la Banca Commerciale Italiana que reunió un conjunto numeroso de obras italianas del XIX para pasar luego al Banco Ambrosiano Veneto, al Mediocredito Lombardo.
Los dibujos de Bazzi se utilizaron para vidrieras artísticas, famosas por sus colores y detalles, mientras que Corvaya se dedicó especialmente a la producción y administración del taller de arte. A partir de 1905 se dedicó exclusivamente a la pintura sobre vidrio. Su taller de arte alcanzó fama internacional a principios del siglo XX por la rareza y perfección de sus vidrieras, realizadas con una técnica similar al cloisonné. Con esta técnica se realizaban obras con una gran variedad de matices de color.

## Exposiciones
- Exposición Nacional de Milán, 1984
- Trienal de 1900, con su trabajo más importante titulado "Levantando el sol en el Spluga" (Levata del sole allo Spluga), 1900[3][4]
- Esposizione Nazionale di Belle Arti de 1922, con el trabajo "Verso sera", 1922

## Obras (selección)
- En sul Di 1898

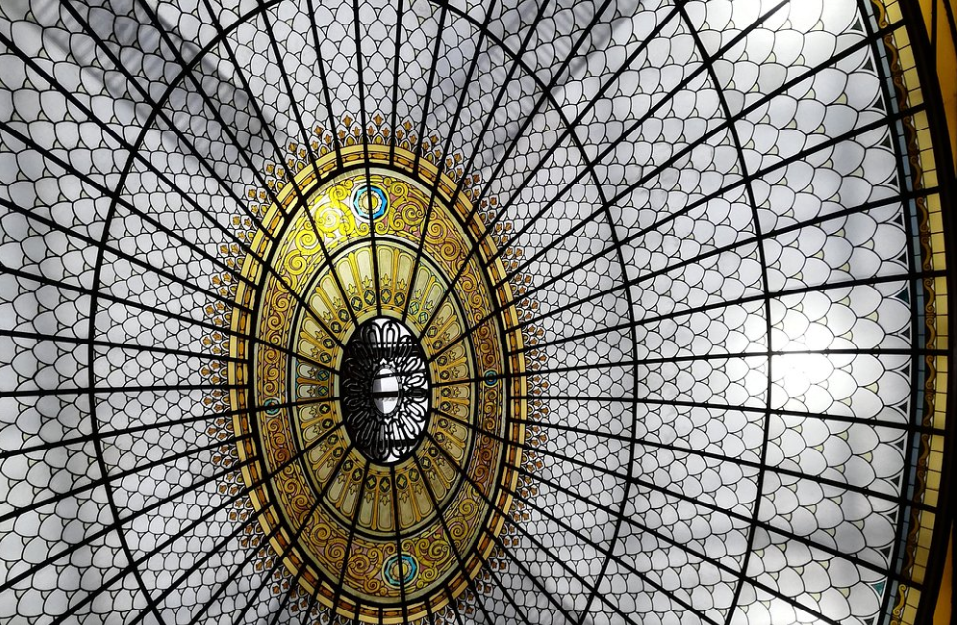
Gran claraboya en el Palazzo Edison

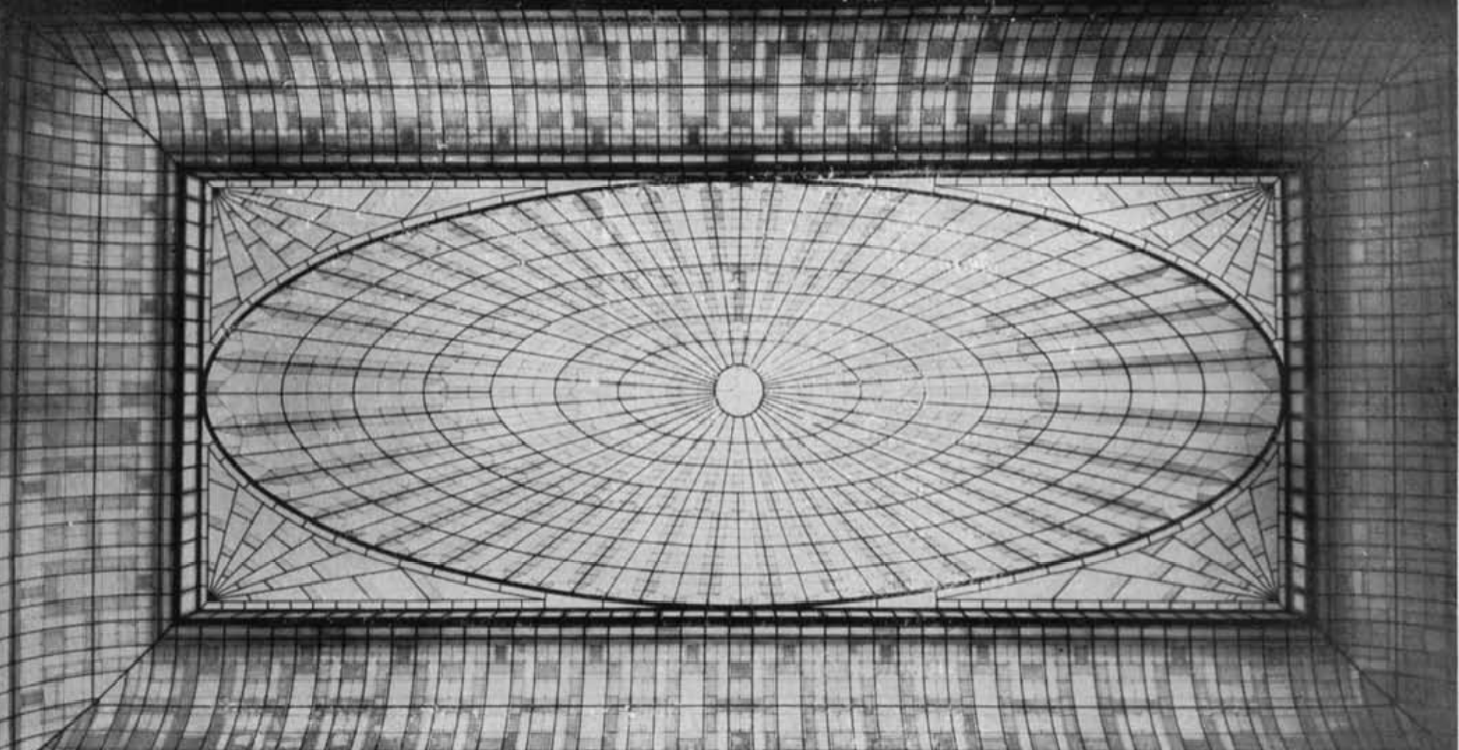
Carlo Bazzi, "Ventana de cristal de techo", edificio de la Bolsa de Milán

- Levata del Sole allo Spluga (145x97cm), óleo sobre lienzo, 1900
- Autunno sul Lago (33x25cm), óleo sobre lienzo[5]
- Valcuvia (33,5x54,5cm), óleo sobre madera contrachapada
- Paesaggio montano (34,5x55cm) Aceite en el panel
- Paesaggio e figura (40x30cm), óleo sobre lienzo
- Gran claraboya en el Palazzo della Società per le Strade Ferrate del Mediterraneo (Palazzo Edison, en el «Salone degli sportelli», la estructura de hierro es obra de los hermanos Bombelli, el vidrio pintado es de «Corvaya e Bazzi»).[6][7]
- Iglesia de San José en el Policlínico, Milán, vidriera: «Beata Bartolomea Capitanio», «San Camillo de Lellis», «Sant’Agnese», «San Vincenzo de Paoli», cada una de 70 × 180 cm[8]
- Tres vidrieras en el Ospedale Maggiore (Milán)[9][10]
- Las obras de Bazzi se encuentran en Milán, entre otros lugares, en el Museo de la Piazza Scala, la Gallerie d’Italia, la Galería de Arte Moderno, el Palazzo Mezzanotte (Palazzo della Borsa, Banca d'Italia, vidrieras), en las Collezioni d'Arte de la Fondazione Cariplo, en la Biblioteca Ambrosiana (vidrieras), en la Pinacoteca Ambrosiana (vidrieras), en la Società e Artisti Patriottica
- Villa della Regina (vidrieras de Margherita di Savoia) en Bordighera
- Pinacoteca Verbanese, Magazzeno Storico Verbanese en Verbania.

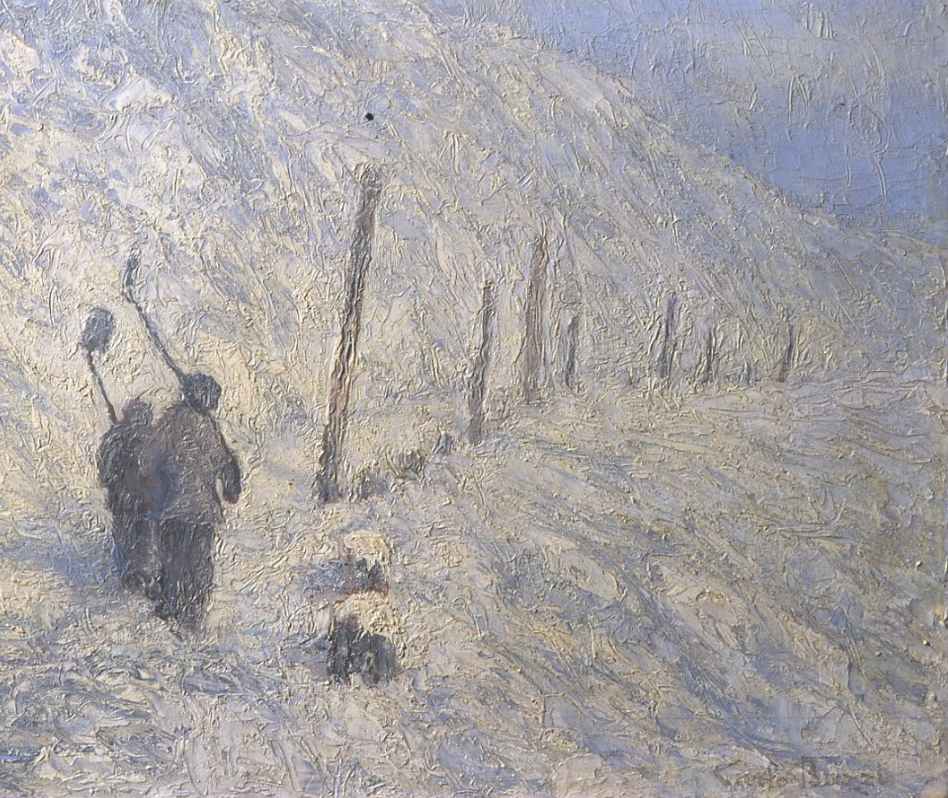
Carlo Bazzi, "Lo Spluga", oil on canvas, Artistic heritage Collection Banca Intesa Sanpaolo, Gallerie d'Italia
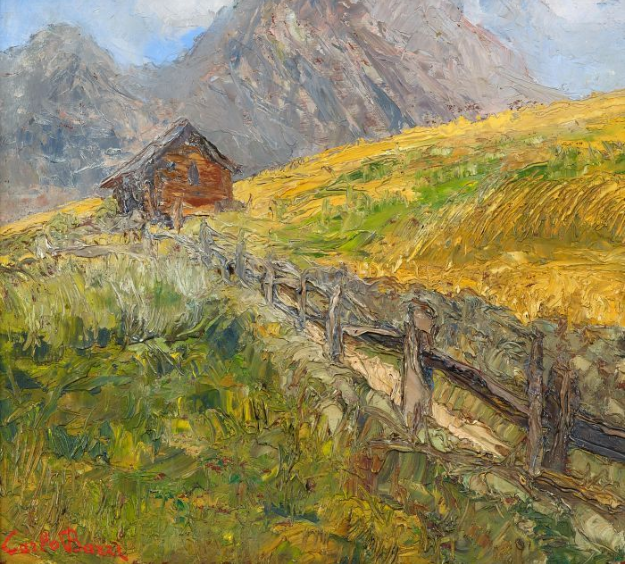
Carlo Bazzi, "Lierna Lake Como", oil on canvas
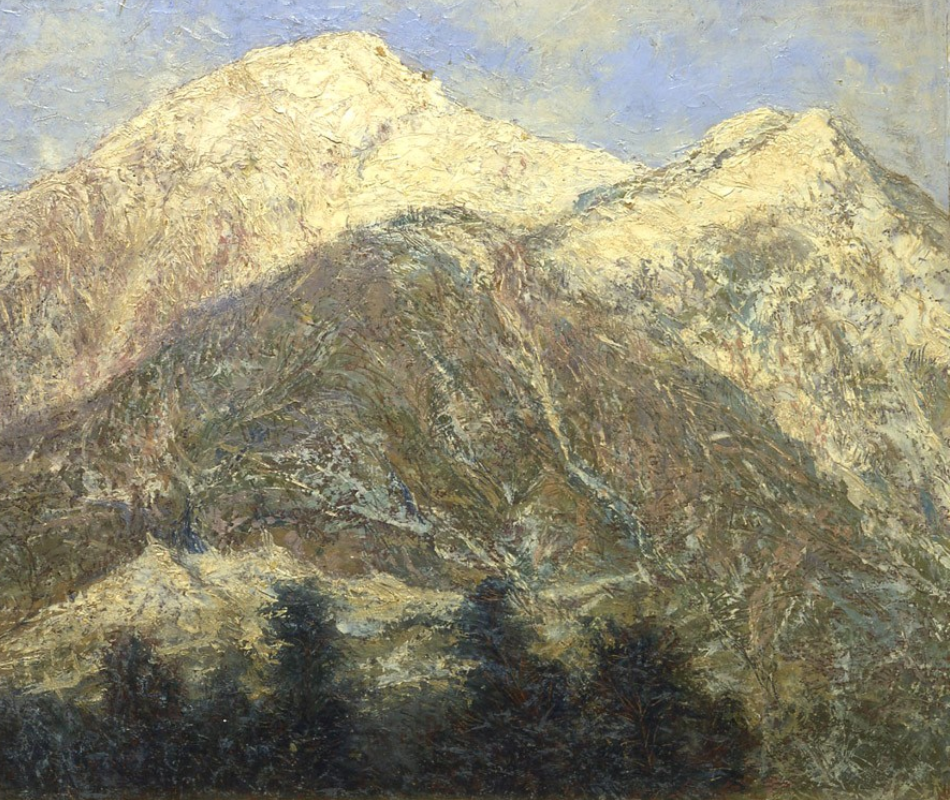
Carlo Bazzi, "Paesaggio Champoluc pomeriggio"", - Valle d'Aosta named "Il Rosa", oil on canvas, Artistic heritage Collection Banca Intesa Sanpaolo
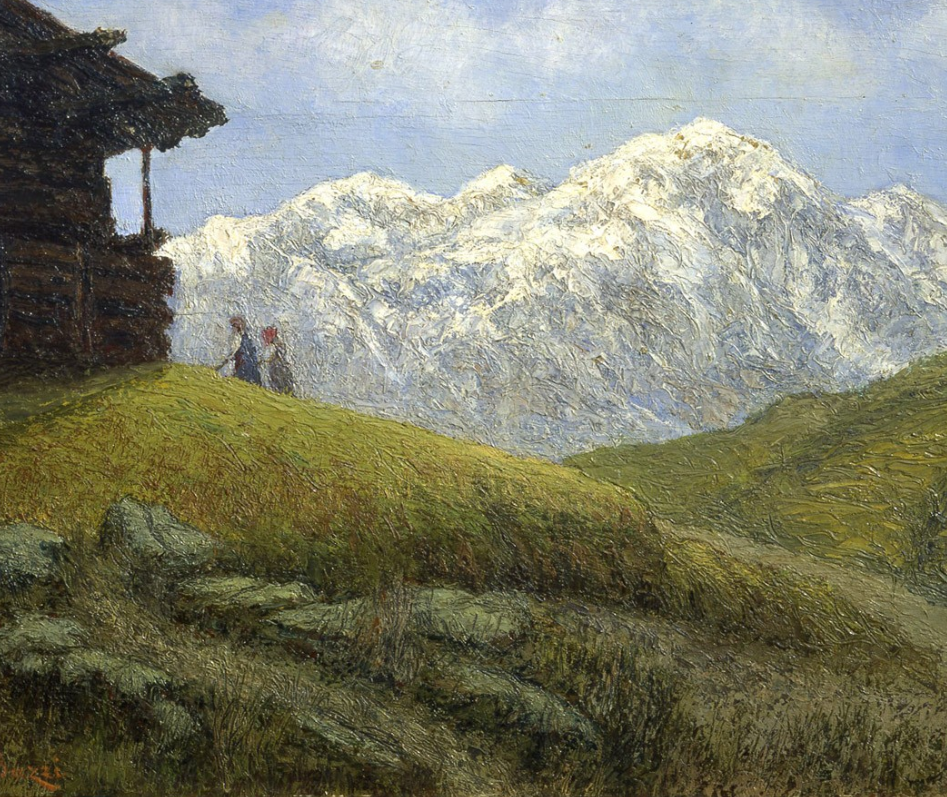
Carlo Bazzi, "La Vallata Vigezzina", oil on canvas, Artistic heritage Collection Banca Intesa Sanpaolo